# Heteria atripes
Heteria atripes là một loài ruồi trong họ Tachinidae.